# Hydriomena septemberata
Hydriomena septemberata là một loài bướm đêm trong họ Geometridae.